# Jan de Lichte (bendeleider)
Jan de Lichte (Velzeke, gedoopt 7 april 1723 - Aalst, 14 november 1748) was een Vlaams crimineel en bendeleider. Gedreven door armoede en gebrek tegen de achtergrond van de Oostenrijkse Successieoorlog pleegde hij met kameraden diefstallen, overvallen en uiteindelijk moord. Na een klopjacht werd hij door de Franse bezettingsmacht gearresteerd en terechtgesteld door radbraken.
Het optreden van de bende en haar einde vormden de inspiratiebron van legenden, volkssagen en Louis Paul Boons boek De bende van Jan de Lichte. Tegenwoordig is Jan de Lichte ook bekend door de Vlaamse televisieserie De Bende van Jan de Lichte.

## Levensloop

### Een bestaan in de marge
Jan de Lichte werd in 1723 geboren nabij de Driesmolen in Velzeke in het marginale gezin van Judocus de Lichte en Elisabeth de Schepper. Zijn ouders waren toen al op middelbare leeftijd. Voor hun levensonderhoud dienden zij een beroep te doen op de Tafel van de Heilige Geest, het armenbestuur. Jans ouders en andere familieleden, zoals zijn oudere broer Pieter de Lichte en zijn oom Joannes de Schepper, liepen veroordelingen op wegens diefstal.
Op elf jaar pleegde Jan samen met een groep jongeren een eerste diefstal. Toen hij vijftien was verliet hij het ouderlijk huis en trok hij zonder vaste verblijfplaats rond in de streek.
Jan was een snoever, driftig en belust op bravoure. Vermoedelijk als uitweg uit de armoede nam de jonge Jan dienst in het Oostenrijkse, vervolgens het Hollandse leger, om telkens kort daarop te deserteren. In 1740 stal hij in Dikkele en Strijpen. Al gauw trok hij op met andere armoedzaaiers en landlopers, die men overal langs Vlaamse wegen tegenkwam. 
In 1743 werd de eerste geweldpleging van Jan de Lichte genoteerd, toen hij met een pistool op bedevaarders aan de Onze-Lieve-Vrouw van Deinsbekekapel (Zottegem) schoot. In 1745 schoot Jan de Lichte op de jaarmarkt van Sint-Lievens-Houtem op een man, maar zijn pistool weigerde dienst.
Jan leefde samen met Anna Marie (Mie) Van Dorpe.
Ten gevolge van de Oostenrijkse Successieoorlog vielen in 1745 de Franse troepen de Oostenrijkse Nederlanden binnen. Het Land van Aalst, dat ongeveer overeenkomt met het huidige Arrondissement Aalst, telde toen ongeveer 125.000 inwoners. Plots moest het de 52.000 soldaten van het Franse leger voeden. De levensomstandigheden werden hierna nog harder.

### De bende
De "bende" was geen gestructureerde organisatie, maar een los samenwerkingsverband van rabauwen, zigeuners en andere klasselozen die nu eens met de ene, dan weer met de andere hun slag sloegen. De rondtrekkende dieven stalen in afgelegen hoeves, in windmolens, smidsen, kortom bij de gewone man. De buit bestond vooral uit kleding, die werd doorverkocht aan helers, en voedingswaren voor eigen gebruik. Geld werd er nauwelijks buitgemaakt: dat was er niet te vinden. Misdaden waren doorgaans weinig heroïsch, zo werden Jan de Lichte en zijn kornuiten in 1747 bij een poging tot roofoverval met succes verjaagd.
Er waren verschillende kernen actief. De echt zware jongens zaten in de groep van Jan de Lichte. Deze opereerde vooral in de streek tussen Zottegem en Geraardsbergen en was vooral actief vanaf 1747. De groep bestond onder meer uit Francis van der Geenst ("Tincke"), Francis van den Haute ("Abeel"), Anthone van der Gucht ("Tone den Breteur"), Jan Cottenier ("De Zot van Wortegem"), Jan Savoye ("Klein Janneken"), Francis Meulenaere, Adriaan Vagenende, de broers Jean en Jacques Couvreur, Lieven Faviel, Jan de Vrieze, Gillis van der Elst ("Gillis van Pamel"), en Simon Ysenbaert. Er is in de historische bronnen geen indicatie dat Jan de Lichte echt de leider was.
De bandieten hielden zich schuil in oorden als het Raspaillebos en maakten hun buit te gelde in herbergen als De Honger in Sint-Maria-Oudenhove en De Paling in Aspelare. Tussen elkaar ontstonden er echter dikwijls conflicten, over de verdeling van de buit of over de aanspraken op de vrouwen waar ze ongehuwd mee samenwoonden.

### Escalatie van het geweld
Op derde Pinksterdag 1748 (2 juni) speelden Jan de Lichte en de andere kopstukken krulbol in een herberg te Scheldewindeke. Er ontstond een twist met Jan de Vrieze, die ontaardde in een handgemeen. Jan de Lichte stak hierbij De Vrieze met een mes in de buik. De Lichtes kompanen Vagenende en Meulenaere ontkleedden het lijk en sleepten het honderd passen verder en gooiden het in een poel. Bij zijn arrestatie droeg Meulenaere nog de kleren van het slachtoffer.
Vanaf dan dreef Jan de Lichte het geweld tegen zijn voormalige kameraden op. Gillis van der Elst werd vermoord te Bavegem. Met pistoolschoten in de rug trachtte De Lichte zich van zijn rivalen Tincke en Pieter van de Putte te ontdoen. In de nacht van 30 op 31 juli bracht hij de onschuldige Jan Dossche, die hem bij het inbreken had betrapt, met een pistoolschot om het leven. In de nacht van 15 op 16 augustus werd te Grammene Marie-Anne De Smet (vrouw van Pieter Bovijn) door De Lichte en Vagenende vermoord met messteken en pistoolschoten.

### Einde van Jan de Lichte en de bende
Na de val van Maastricht (7 mei 1748) kwam er een wapenstilstand in de Oostenrijkse Successieoorlog, waardoor de Franse bezettingsmacht haar aandacht kon richten op de brigands die het land onveilig maakten. Op 28 september 1748 werd een klopjacht georganiseerd waarbij alle inwoners van de kasselrijen Kortrijk, Aalst, Dendermonde en Oudenaarde werden opgeroepen om iedereen zonder geldige papieren of vaste verblijfplaats op te pakken. Circa 130 personen werden opgepakt. Sommigen werden opgesloten in het Belfort van Aalst, maar wegens het grote aantal van de arrestanten werden er ook gevangengezet in de lokalen van de rederijkers van Sint-Barbara en Sint-Catharina.
Van 7 oktober tot 14 december 1748 werden iets meer dan 100 personen veroordeeld. De straffen werden dezelfde dag of daags nadien uitgevoerd. 
Op 14 november 1748 om half twaalf werd Jan de Lichte door radbraken geëxecuteerd. Deze in de Nederlanden ongewone straf was bedoeld om de veroordeelde elke kans op opstanding op de Dag des oordeels te ontnemen. Vier andere moordenaars (Simon Ysenbaert, Lieven Faviel, Augustijn Hendricx, Jan de Priester) hadden de dagen voordien hetzelfde lot ondergaan. 17 anderen werden opgehangen; de vrouwen en helers werden doorgaans gegeseld en verbannen. Elf gevluchte bendeleden werden bij verstek ter dood veroordeeld.

## Volksoverlevering
In de volksoverlevering groeide Jan de Lichte uit tot een schrikbarende roverhoofdman en de bende werd "zijn" bende. In de volkssagen wordt het historische personage Jan de Lichte vermengd met andere bandieten, zoals de Bokkenrijders (actief in het Maasland), en de binders en de voetbranders (actief tijdens de Franse Revolutie).
Volgens een onderzoek dat werd afgerond in 1967 waren er toen nog in minstens 35 Oost-Vlaamse gemeenten verhalen over Jan de Lichte en zijn bende.
Sommige verhalen illustreren de wreedheid van de bendeleider: in een op verschillende plaatsen terugkerend verhaal zou hij bijvoorbeeld een slapende tingieter kokende tin in de mond hebben gegoten. In andere verhalen komt de arrestatie van Jan de Lichte aan bod: tijdens de klopjacht zou hij zich verscholen hebben in een holle boom en werd hij verraden door een blaffende hond. Ten slotte zijn er diverse uiteenlopende versies van zijn laatste woorden voor zijn terechtstelling.

## Literaire interpretaties

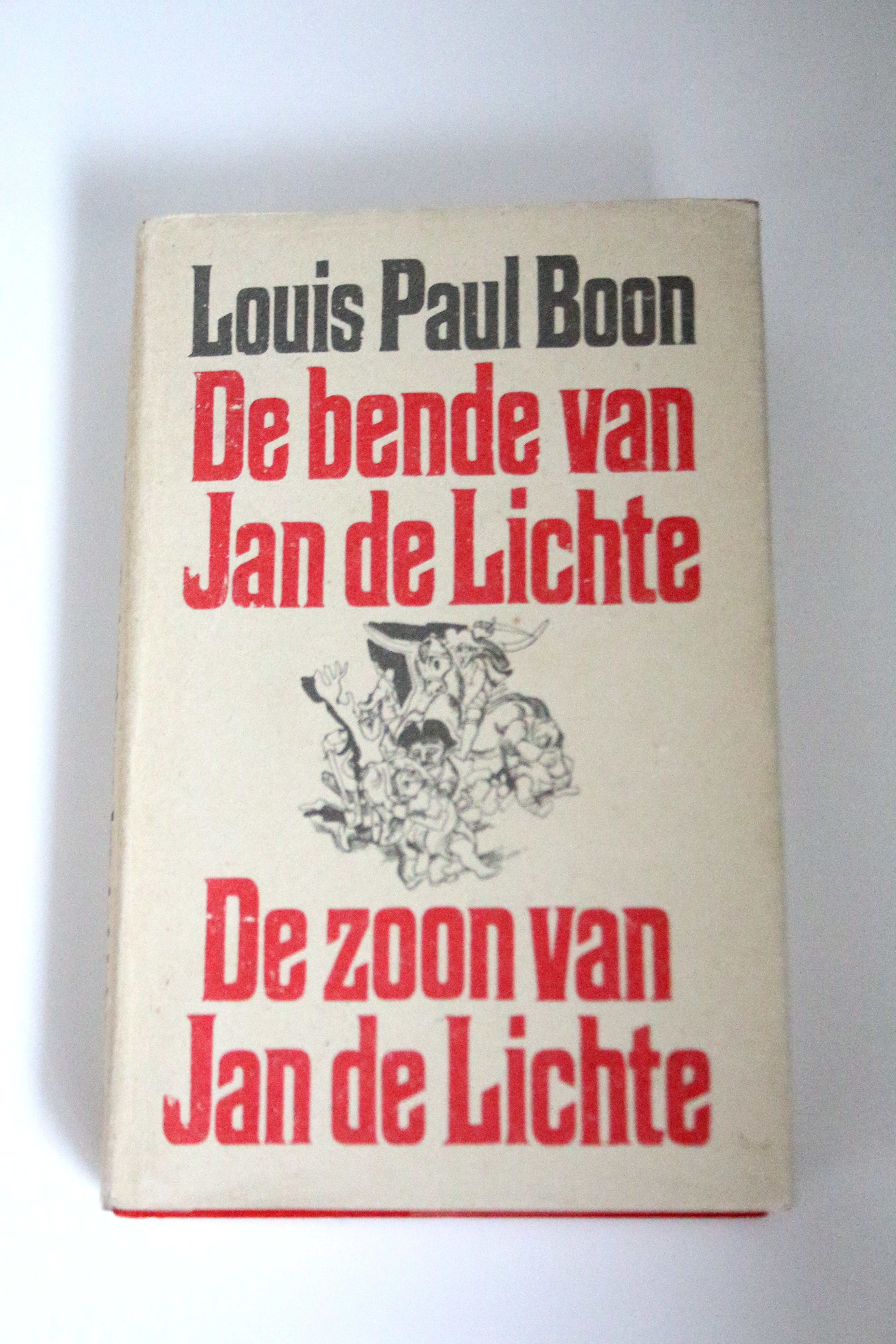
De bende van Jan de Lichte-De zoon van Jan de Lichte, Louis Paul Boon

De Wetterse gemeentesecretaris E. Ternest publiceerde in 1874 Jan de Lichte en zijne bende. Dit was een zogenaamd volksboek dat met zijn sensationele inhoud en geschreven in de toegankelijke volkstaal, gretig aftrek vond. Ternests werk zou de inspiratiebron worden van de volgende bewerkingen.
De volksschrijver Abraham Hans publiceerde in 1908 onder het pseudoniem Hans Van Horenbeek de schelmenroman Jan de Lichte en zijn zwarte rooversbende.
Louis Paul Boon gebruikte in zijn roman De bende van Jan de Lichte (1952/1957) elementen van de schelmenroman, maar in zijn versie wordt Jan de Lichte in plaats van een ordinaire bandiet tot een idealist, een anarchist of een vrijheidsstrijder, die het niet enkel gemunt heeft op de Franse bezetters, maar een revolutie van de klasselozen tegen de gevestigde orde wil ontketenen. Deze versie had zodanig succes dat er een vervolg kwam (De zoon van Jan de Lichte). Het boek werd bewerkt tot onder meer een toneelstuk door Pieter de Prins, een musical door Wim De Craene en een stripreeks door Nagel. Deze romantische voorstelling bezorgde hem de bijnaam "de Vlaamse Robin Hood." In 2020 bracht VTM de 10-delige historische kostuumserie De Bende van Jan de Lichte uit.
Historicus Danny Lamarcq schreef een meer bij de historische werkelijkheid aanleunende monoloog. Anton Cogen gebruikte fragmenten hiervan voor een scenario bij het 'Jan de Lichtepad' tussen Velzeke en Zottegem.

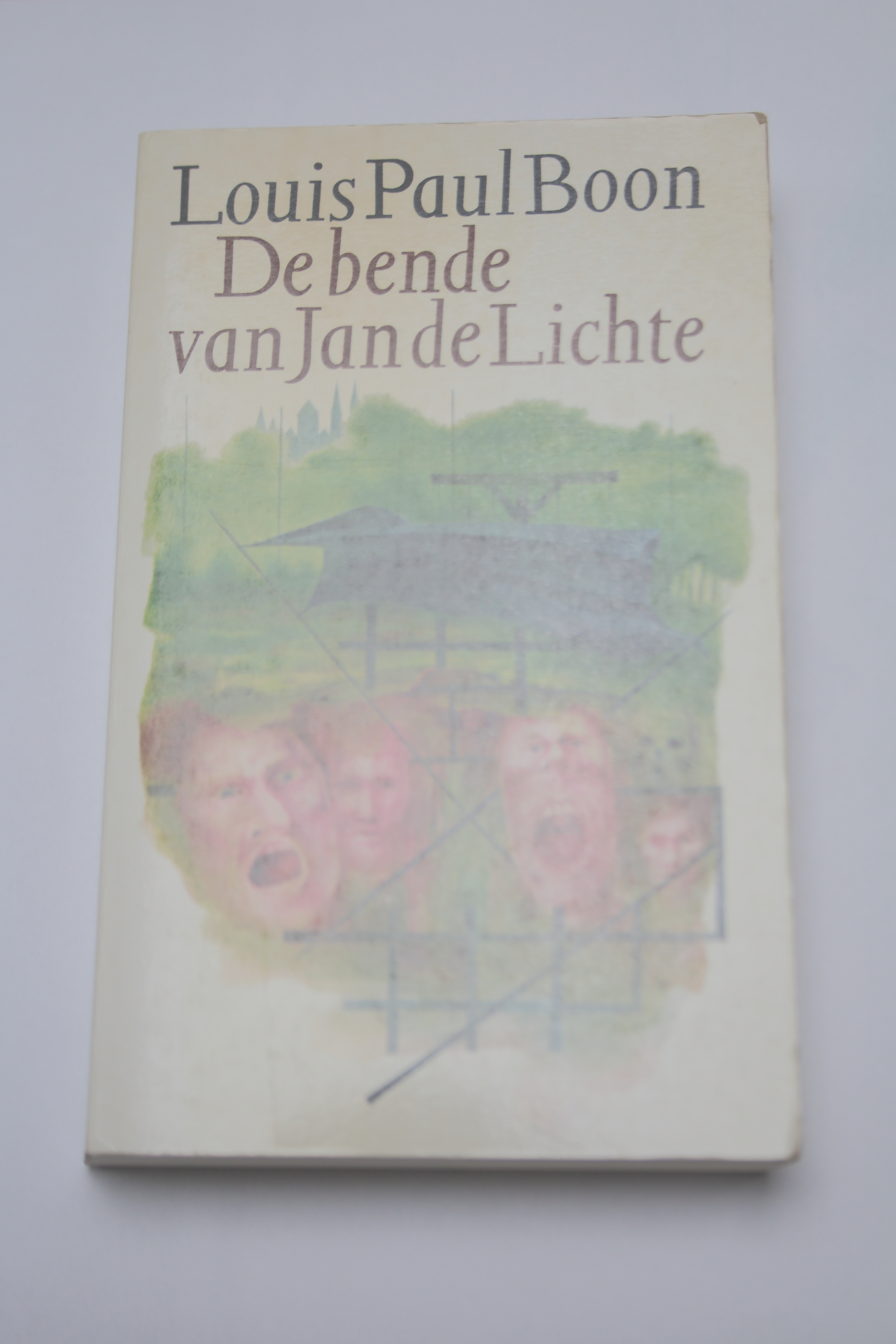
De bende van Jan de Lichte, Louis Paul Boon

Naar aanleiding van de onthulling van het standbeeld in 1981 publiceerde Hugo Claus de gedichtencyclus Jan de Lichte, met een lithografie van Roel D'Haese. Wannes Van de Velde vertolkte het slot van deze cyclus, het Gebed van Jan de Lichte, in 1990 in het Antwerps op zijn album De zwarte rivier. In 2007 publiceerde Velzekenaar Danny Cantaert de schelmenroman Jan de Lichte... De weg naar de Hel! .

## Standbeeld
Na de dood van Boon in 1979 droeg het Louis Paul Boon-genootschap de kunstenaar Roel D'Haese op om een standbeeld van de schrijver te maken. In plaats daarvan maakte hij echter een drie meter hoog beeld van Jan de Lichte, het hoofdpersonage van de naar zijn opvatting de belangrijkste roman van Boon. Op het beeld staat veur gene chanteric peu (voor geen enkele wetsdienaar bang).
Er werd verteld dat het de bedoeling van D'Haese en Hugo Claus was dat dit standbeeld op de Grote Markt van Aalst terechtkwam op de plaats van het beeld van Dirk Martens. De Aalsterse gemeenteraad zag een dergelijk eerbetoon voor een misdadiger echter niet zitten. De stad Zottegem wilde daarop het beeld aankopen (om op het Romeins Plein in Jan de Lichtes geboorteplaats Velzeke te plaatsen), maar het bleek te duur en minister Karel Poma gaf uiteindelijk de voorkeur aan het Openluchtmuseum voor beeldhouwkunst Middelheim. Het beeld kwam dus in 1987 terecht in het Middelheimpark. Het beeld werd eerst wel nog één dag tentoongesteld op de Penitentenlaan in Velzeke, met een plechtigheid in aanwezigheid van Roel D'Haese, Louis Paul Boons weduwe Jeanneke en Jan Decleir. Sinds eind 2009 staat het beeld aan het nieuwe Antwerpse gerechtsgebouw.

## Jan de Lichtepad

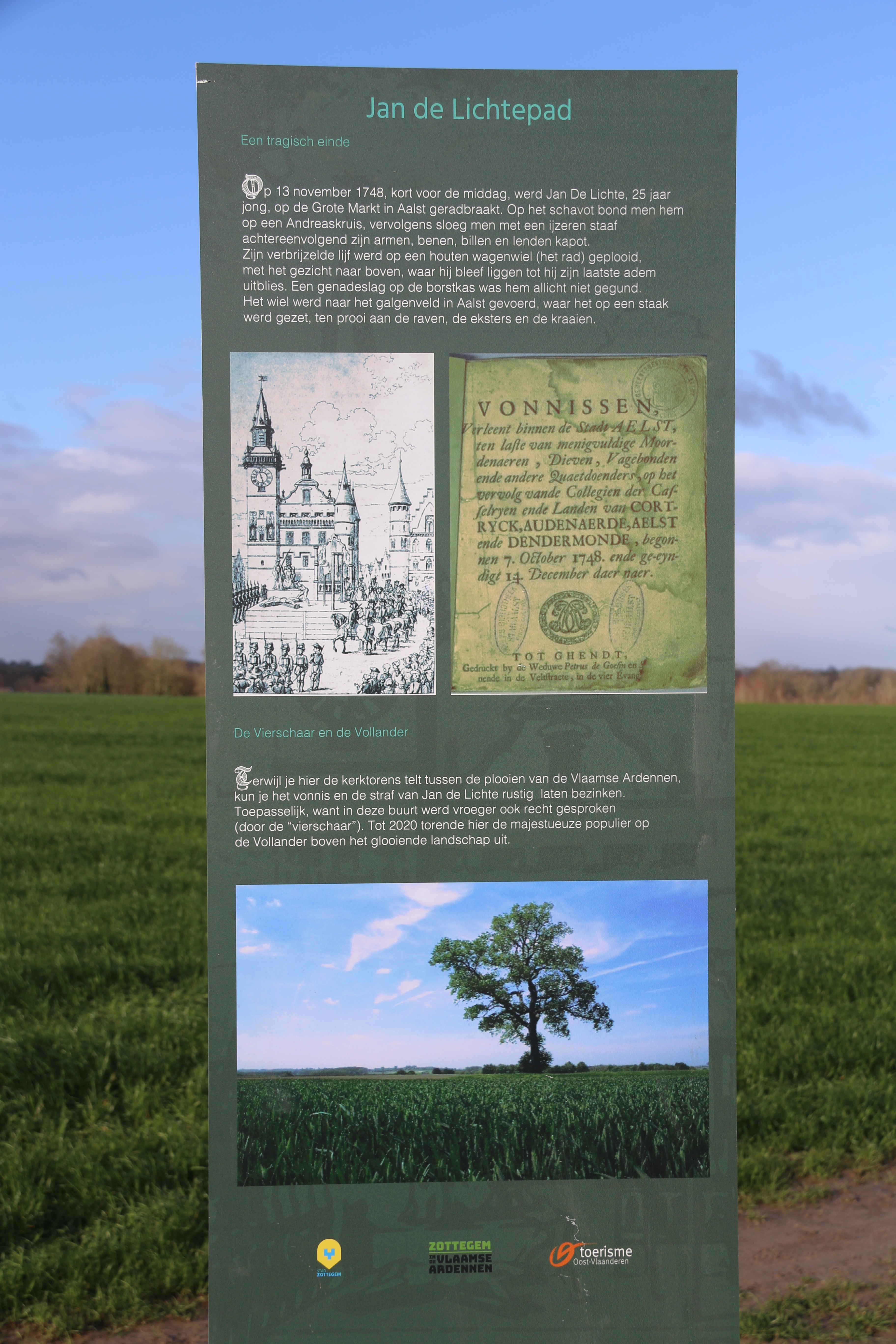
Jan de Lichtepad in Zottegem

In Zottegem (deelgemeenten Strijpen en Velzeke-Ruddershove) loopt sinds 2 oktober 1988 het 'Jan de Lichtepad'   langsheen Bettelhovebeek, Molenbeekvallei, deelgebied 'Jan de Lichte' van Natuurpunt-reservaat Middenloop Zwalm en de Driesmolen. De GR122 loopt ook grotendeels over het pad. Vlak bij de Driesmolen stond de ouderlijke hut waar Jan De Lichte geboren zou zijn. In 2023 werden infozuilen geplaatst langs het parcours, met wetenswaardigheden over het leven en het tijdperk van Jan de Lichte. Op 7 april 2023 (exact 300 jaar na Jan de Lichtes geboorte) werden de infozuilen officieel ingehuldigd.

## Andere herdenkingen
- Brouwerij De Glazen Toren creëerde in 2005 het bier Jan de Lichte, een strogeel tarwebier.[28]
- Ter gelegenheid van het Boon-jaar 2012 werden in Aalst op de Erfgoeddag het proces en de terechtstelling van Jan de Lichte nog eens overgedaan tijdens een evocatie, geregisseerd door Anton Cogen. Advocaat Jef Vermassen nam hierbij de verdediging van Jan de Lichte op zich.[29] Het spektakel werd nogmaals opgevoerd tijdens de Open Monumentendag in Velzeke.[30][31]
- In 2020 bracht VTM de 10-delige historische kostuumserie De Bende van Jan de Lichte uit.

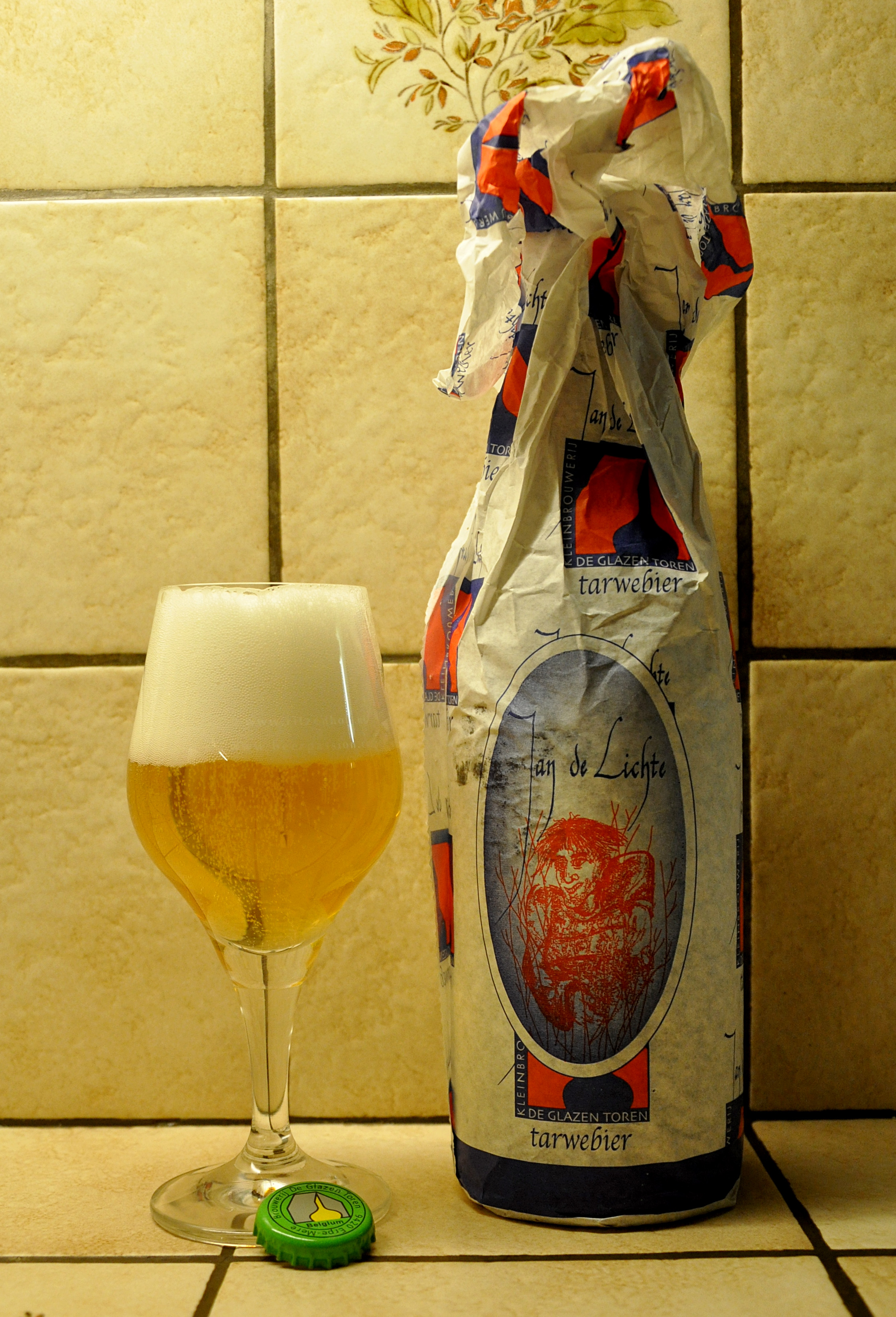
Jan de Lichte bier.

- Jan de Lichte bier.In Melle werd een straat naar hem genoemd.[32]